# Plac Grunwaldzki w Gorzowie Wielkopolskim
Plac Grunwaldzki w Gorzowie Wielkopolskim jest to jeden z głównych placów w Gorzowie Wielkopolskim, na którym odbywa się wiele ważnych uroczystości.

## Dzwon Pokoju
Na placu znajduje się Dzwon Pokoju, przy którym odbywają się największe gorzowskie uroczystości jak na przykład uderzenie w niego przez prezydenta Tadeusza Jędrzejczaka z okazji 750-lecia miasta.

## Fontanna
Od końca września 2008 na placu Grunwaldzkim rozpoczęto modernizację starej fontanny. Planowano zakończyć budowę w grudniu 2008, lecz nie udało się dotrzymać terminu, więc fontannę oddano do użytku dopiero 8 kwietnia 2009 roku.

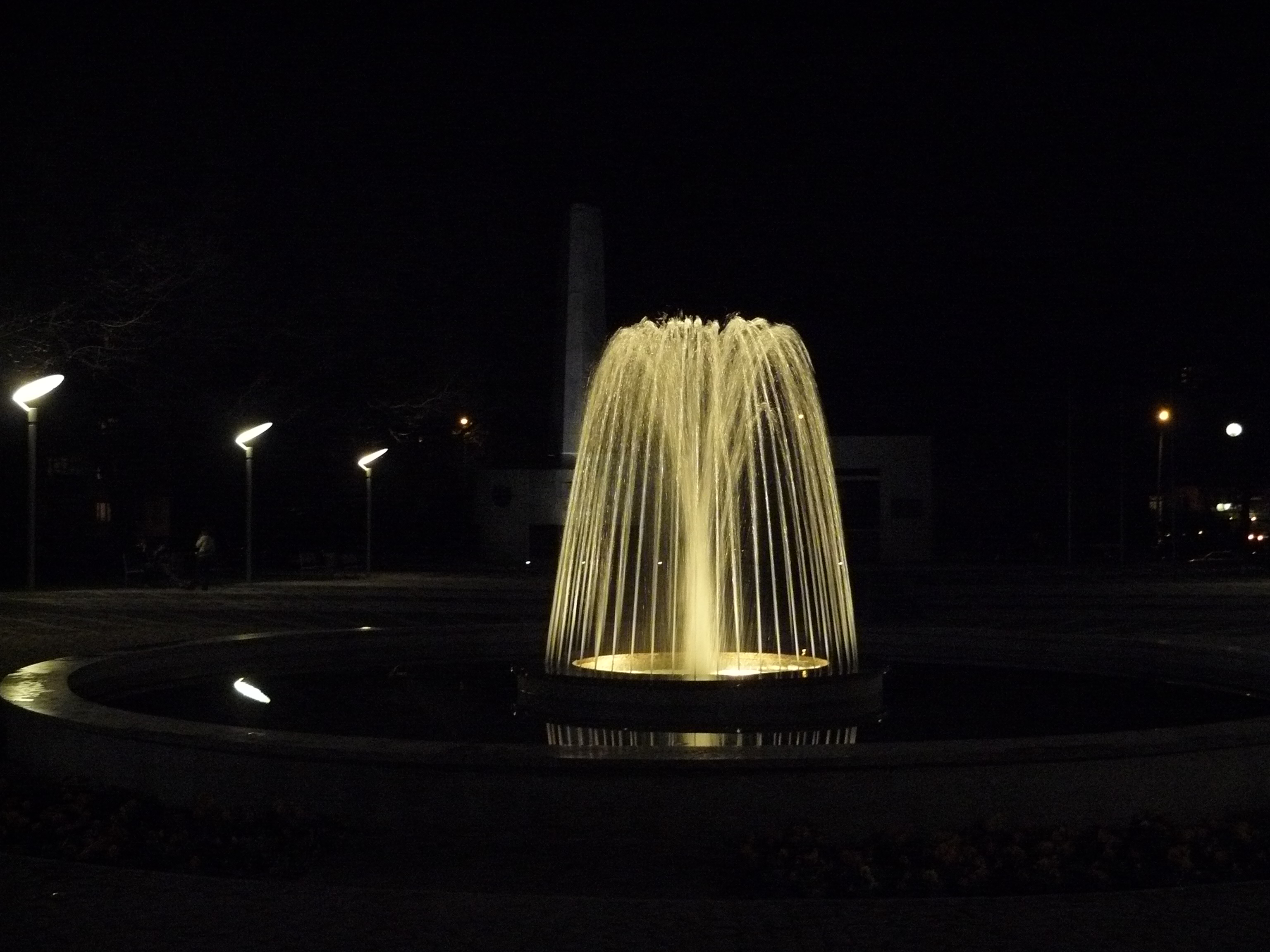
Fontanna nocą
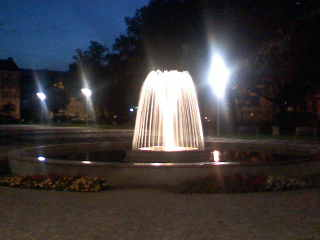
Fontanna wieczorem
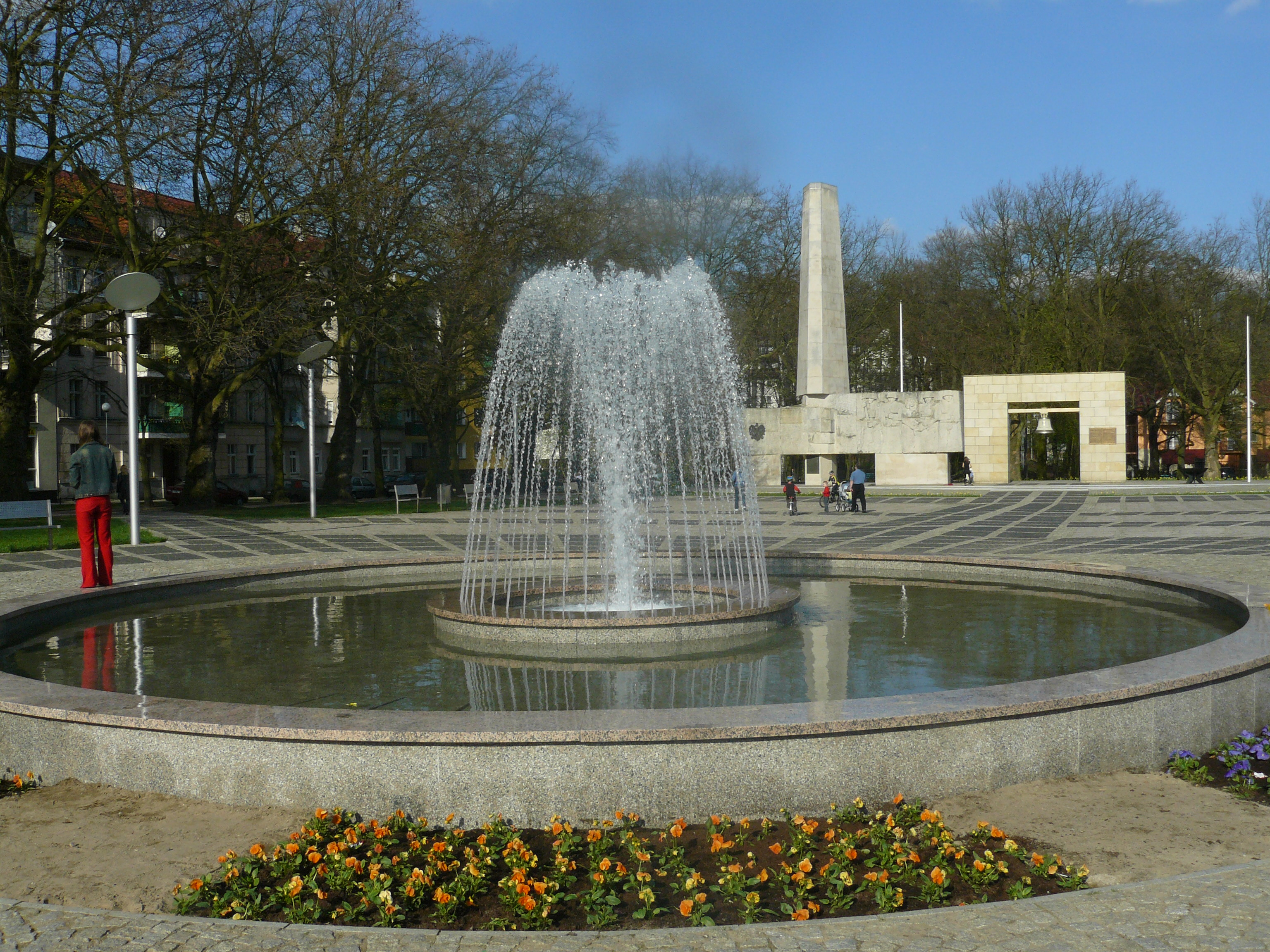
Fontanna za dnia
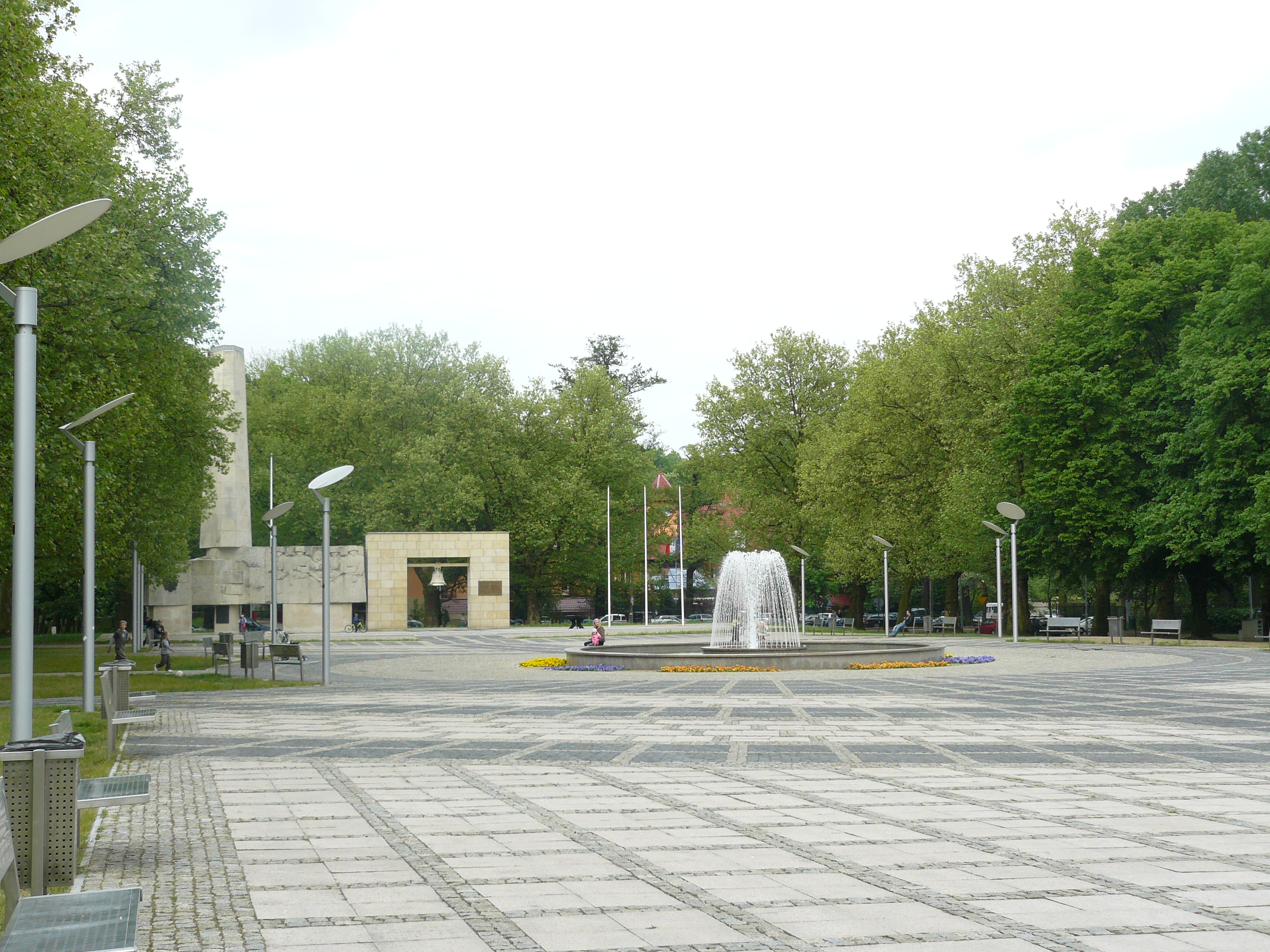
Plac Grunwaldzki